# Noir de fumée

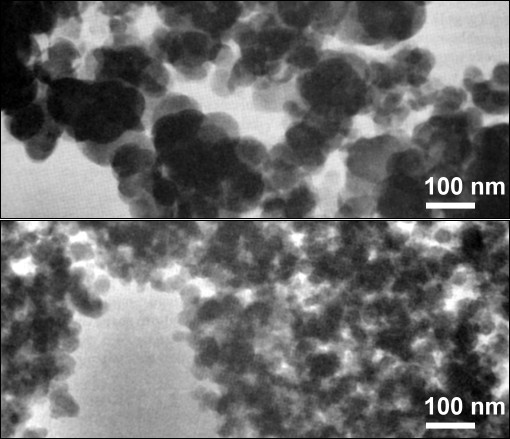
Photographie réalisée au Microscopie électronique en transmission de noir de carbone obtenu à partir de la pyrolyse de charbon.

Le noir de fumée est un résidu carboné obtenu par la combustion incomplète de diverses matières organiques riches en carbone. Il peut être utilisé comme pigment pour des peintures, de l’encre ou du cirage. Il est parfois appelé « noir de lampe ».
Un ouvrage de chimie de 1906 en donne la définition suivante : « On appelle « noir de fumée » les particules de charbon que les flammes tiennent en suspension et auxquelles elles doivent leur pouvoir éclairant. Ce charbon se dépose en poudre très fine, sur les verres de lampe, les fumivores, etc., qu’il noircit ; il forme la suie des cheminées. On l’obtient toutes les fois que les substances combustibles riches en carbone, telles que les huiles, les résines, les essences brûlent incomplètement. Écrasons avec une soucoupe ou un papier fort la flamme d’une bougie, il se forme un dépôt abondant de noir de fumée. »

## Fabrication auXIXesiècle

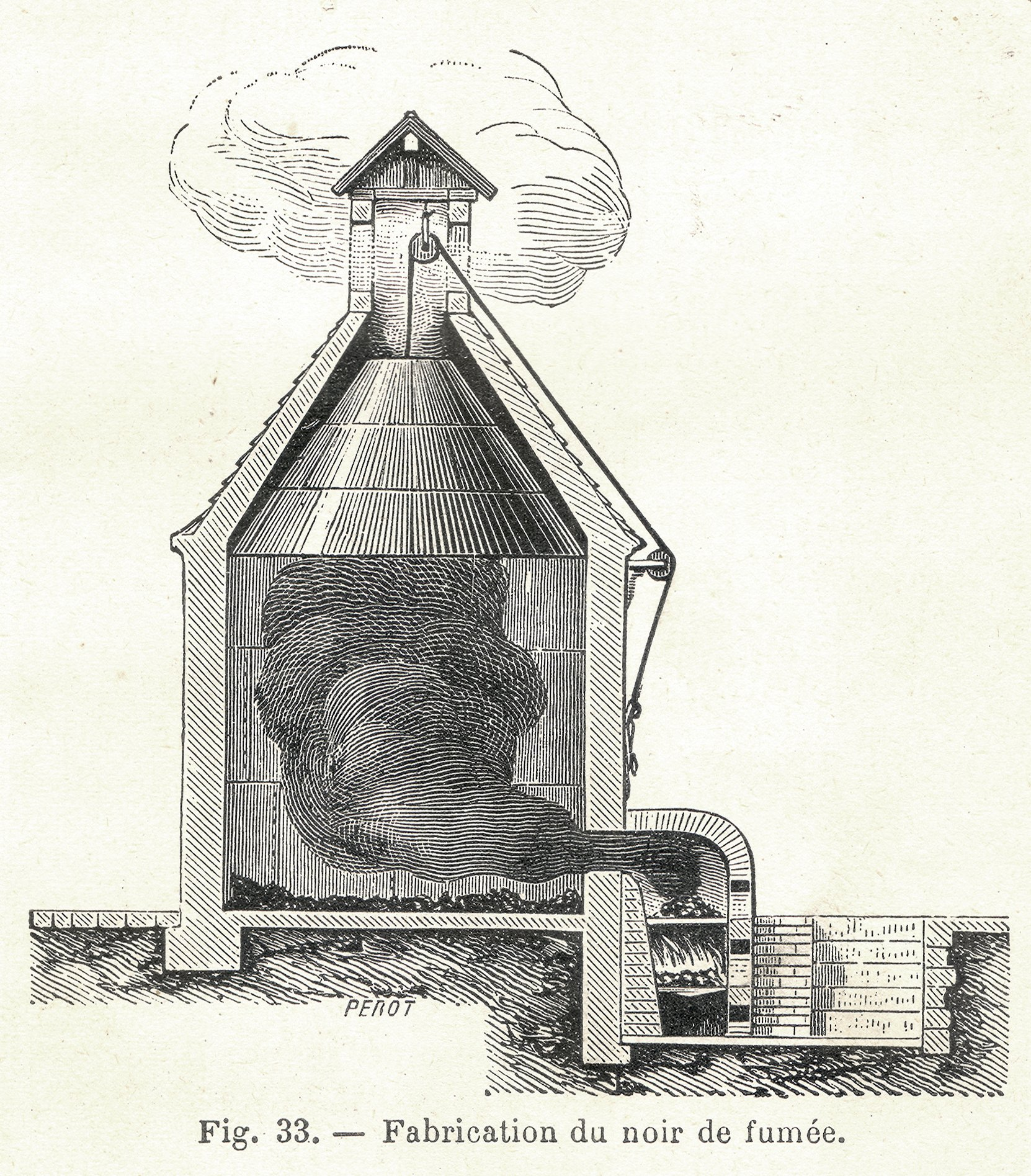
Dans l’industrie, on prépare le noir de fumée en brûlant des résines dans un espace restreint. La fumée épaisse qui se dégage passe dans une vaste chambre cylindrique tendue de toile, et dont le toit, de forme conique présente une ouverture pour la sortie des gaz dus à la combustion. Le noir de fumée se dépose sur les toiles et on le fait tomber au moyen d’un cône mobile engagé dans la toiture et dont le bord inférieur s’applique exactement contre la paroi de la chambre..

Le noir de fumée est produit par carbonisation de résines ou des bois résineux ; dans les Landes de pin maritime, c'est un sous produit de la fabrication de la térébenthine ou brai et un co-produit de la fabrication du goudron de pin.
On trouve la description de deux méthodes de fabrications dans les ouvrages de chimie.
La première la plus fréquemment décrite consiste à brûler des résines ou des goudrons dans une marmite chauffée par le dessous. La fumée obtenue passe dans une chambre dont les parois sont recouvertes de tissus. Un racloir de forme conique permet de faire tomber le noir de fumée sur le sol.
Girardin décrit une deuxième méthode basée sur le même principe de condensation de la fumée. À la différence de la première méthode, les fumées passent dans une succession de chambres : « Il consiste en série de chambres en briques voûtées et communiquant par des ouvertures latérales à l’une de leurs extrémités est une cheminée adossée à un four qui détermine un tirage et par suite un appel dans toutes les chambres et jusque dans le fourneau qui les alimente. Ce fourneau se compose d’une capsule en fonte plus ou moins grande, placée sous une voûte. La capsule communique avec la première chambre par un tuyau en tôle…On obtient le noir graduellement plus beau et plus fin dans les chambres qui s’éloignent de plus en plus du fourneau à combustion. »
Le produit obtenu contient du goudron ce qui le rend impropre à certaines utilisations. Pour se débarrasser de ces matières, le noir de fumée doit être calciné à l’abri de l’air : « pour certaines applications, comme la composition de l’encre lithographique, on est obligé de le priver de ses parties huileuses, résineuses et salines (carbonate d’ammoniaque), et, pour cela, on le soumet à une forte calcination dans de petits cylindres en tôle. Le noir, broyé ensuite à l’eau ou à l’huile, donne une couleur très-intense et de bonne qualité. »

## Fabrication de 1935 à 1975
Après la Première Guerre mondiale, le noir de fumée produit aux États-Unis est un noir de gaz obtenu à partir de gaz naturel. À la même époque, en Allemagne, ce produit est obtenu en tant que noir de flamme, une méthode beaucoup plus coûteuse. En 1933, le chimiste allemand Harry Kloepfer, chercheur dans l'entreprise de chimie Degussa, met au point la production de noir de gaz à partir de goudron de houille. Les fumées sont condensées sur des cylindres refroidis à l'eau. En 1935, est mise en route la première unité de production industrielle fondée sur son procédé, à Kalscheuren (de), un quartier de Hürth, une ville proche de Cologne.

Procédé de fabrication de noir de gaz sur cylindres refroidis, tel qu'inventé par Harry Kloepfer, et utilisé de 1935 à 1975.

## Fabrication actuelle

Procédé de fabrication de noir de fourneau

## Utilisation comme colorant
Il est utilisé comme pigment, référencé dans le Colour Index sous le code PBk6. Le dictionnaire de chimie industrielle en 1862, indique qu’il existe trois matières premières pour obtenir un colorant noir : le charbon de bois, le charbon animal et le noir de fumée. Liste à laquelle nous rajouterions aujourd'hui, les colorants de synthèse.
Il est en particulier utilisé pour la fabrication de l’encre de Chine. C’est également un ingrédient pour la coloration en noir de divers encres, cirages, peintures, crayons. Son utilisation pour la fabrication des crayons suit la méthode inventée par Nicolas-Jacques Conté. Le noir de fumée est mélangé à de l’argile (2/3 du poids). 
Ce pigment peut porter d’autres noms : 
- le noir de lampe : « on le prépare en brûlant des huiles, dans des quinquets à becs simples, que l’on place en dessous d’une plaque de métal… »
- le noir de bougie : « ...quand on remplace les huiles par des bougies stéarique. »
- le noir de russie : « …noir qui provient de la combustion, sous des tentes, des copeaux de bois résineux… »

Par extension, on trouve dans les ouvrages qui décrivent le noir de fumée, le « noir de houille ». Il semble que ce produit « employé surtout pour la marine... pour tous les goudronnages qui n'exigent pas une couleur fine » soit le goudron obtenu par distillation (parfois appelé « cokéfaction » ou « carbonisation ») de la houille pour la fabrication par exemple du coke. Le principe de sa fabrication est d’ailleurs proche de la fabrication du noir de fumée. Il est obtenu en condensant des gaz obtenus en soumettant la houille à l’action de la chaleur en vase clos.  
Il a servi depuis plusieurs siècles au moins à colorer des verres pour observer le soleil (lors des éclipses par exemple) en évitant les brûlures de l'œil. Il pourrait être cancérigène et/ou mutagène.